# Léon Ritzen
Léon Ritzen (17. ledna 1939, Genk - 12. ledna 2018, Bilzen) byl belgický fotbalista, útočník. 

## Fotbalová kariéra
Hrál v Belgii za K. Waterschei SV Thor Genk, RWD Molenbeek, Beerschot VAC a KFC Diest. Nastoupil ve 219 ligových utkáních a dal 106 gólů. Ve Veletržním poháru nastoupil ve 2 utkáních. Za reprezentaci Belgie nastoupil v letech 1960–1968 v 6 utkáních a dal 2 góly. 

## Ligová bilance
| Ročník                     | Zápasy | Góly | Klub                       |
| -------------------------- | ------ | ---- | -------------------------- |
| 1. belgická liga 1955/1956 | 1      | 0    | K. Waterschei SV Thor Genk |
| 1. belgická liga 1957/1958 | 9      | 4    | K. Waterschei SV Thor Genk |
| 1. belgická liga 1958/1959 | 28     | 14   | K. Waterschei SV Thor Genk |
| 1. belgická liga 1959/1960 | 30     | 19   | K. Waterschei SV Thor Genk |
| 1. belgická liga 1960/1961 | 22     | 12   | K. Waterschei SV Thor Genk |
| 1. belgická liga 1961/1962 | 29     | 19   | K. Waterschei SV Thor Genk |
| 2. belgická liga 1962/1963 | 29     | 27   | K. Waterschei SV Thor Genk |
| 2. belgická liga 1964/1965 | 18     | 19   | K. Waterschei SV Thor Genk |
| 1. belgická liga 1965/1966 | 23     | 7    | RWD Molenbeek              |
| 1. belgická liga 1966/1967 | 19     | 9    | RWD Molenbeek              |
| 1. belgická liga 1967/1968 | 29     | 18   | Beerschot VAC              |
| 1. belgická liga 1968/1969 | 20     | 4    | Beerschot VAC              |
| 2. belgická liga 1969/1970 | 2      | 1    | KFC Diest                  |
| 1. belgická liga 1970/1971 | 9      | 0    | KFC Diest                  |
| CELKEM 1. belgická liga    | 219    | 106  |                            |